# De Pol (Olst)

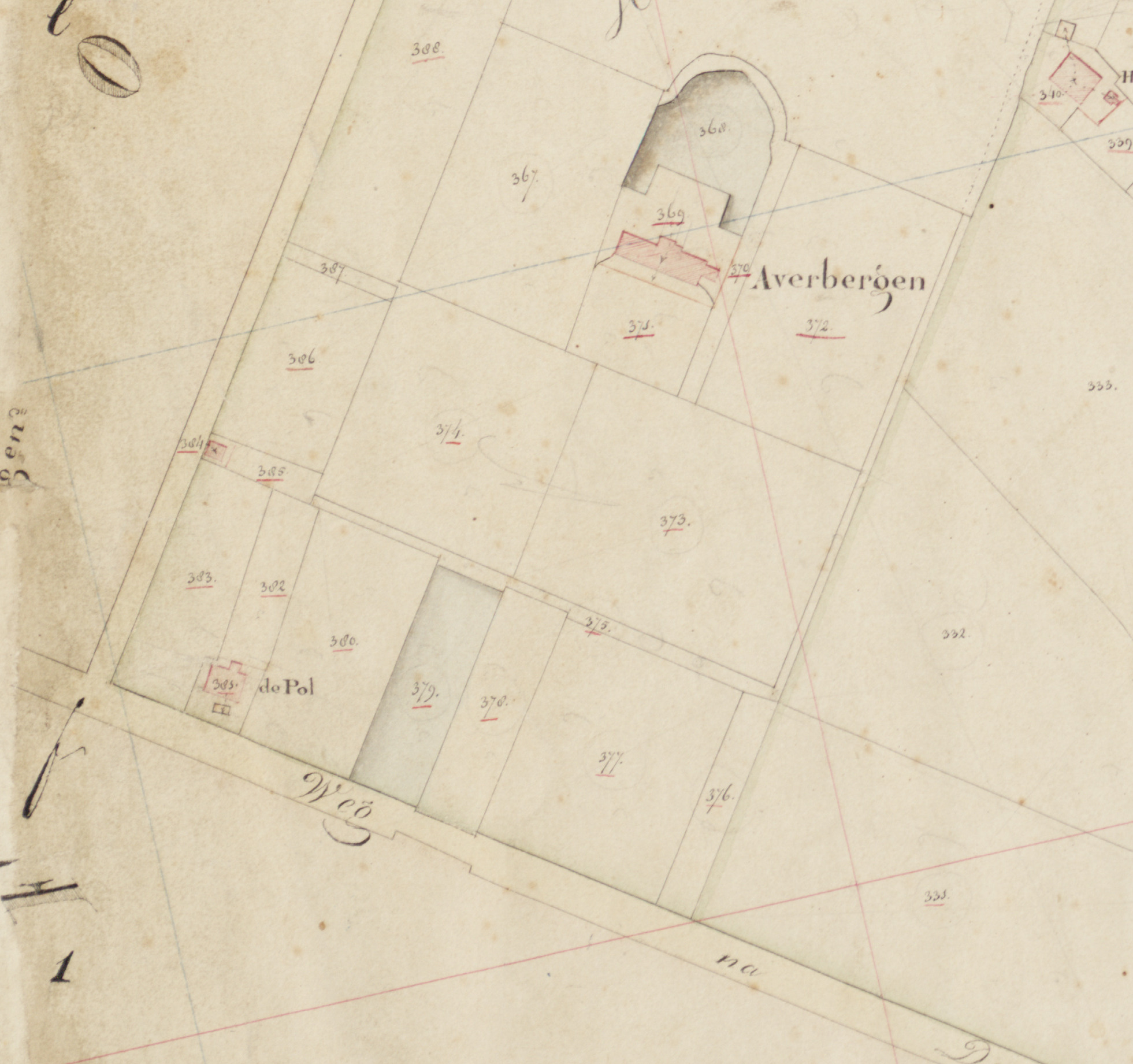
Kadastrale kaart van begin 19e eeuw. Linksonder De Pol, rechtsboven Averbergen.

De Pol was een havezate in het Nederlandse dorp Olst, provincie Overijssel. De oudste vermelding dateert uit eind 16e eeuw. Reeds in 1644 werd De Pol onderdeel van het naastgelegen goed Averbergen en in 1667 raakte het huis zijn status als havezate kwijt.  
Van De Pol zijn geen restanten in het landschap bewaard gebleven.  

## Geschiedenis
In 1599 was De Pol in eigendom van Hendrik van Keppel. De Pol was een kleine havezate met niet meer dan één hectare aan grond. Hendriks broer Herman had de havezate Dingshof gekregen en Hendrik kreeg daarom, als onderdeel van de uitboedeling, De Pol en het erve Middesdorp. Hendrik trouwde met Gerarda van Oldeneel, met wie hij de dochters Agnes en Emerentia kreeg. Na Gerarda's overlijden hertrouwde hij met Judith ter Bruggen.
Dochter Emerentia van Keppel trouwde eerst met Jan van Wesenhagen en na diens dood met Derk van den Hardenberg, schout te Olst. Met beide echtgenoten kreeg zij kinderen. Derk liet De Pol in 1626 vrijstellen van belasting, hetgeen bij een havezate was toegestaan. Hij overleed in 1639, Emerentia stierf niet veel later. De nalatenschap zorgde echter voor problemen: Emerentia had kinderen uit beide huwelijken en zij eisten allemaal De Pol op. In 1642 kwam men tot overeenstemming en De Pol kwam in bezit van Johan van den Hardenberg en diens echtgenote Catharina van Munster. Zij zijn echter vrij kort na de overdracht overleden, want hun dochter Christina verkocht de havezate al in 1644.

### Samenvoeging
De nieuwe eigenaar van De Pol was Christoffel van Voorst tot Averbergen (†1673). Hij was eigenaar van de nabijgelegen havezate Averbergen en voegde het huis De Pol aan dit landgoed toe. Aan De Pol was nog wel het recht van havezate verbonden en de eigenaar daarvan kon dus aanspraak maken op deelname aan de Ridderschap. Voor Christoffel zelf was dit van geen belang omdat hij reeds deelnam aan de Ridderschap dankzij zijn bezit van Averbergen. Hij verkocht daarom in 1661 het recht dat aan De Pol was verbonden aan de edelman Arend van Haersolte. Kennelijk waren er bij Arend toch twijfels of het recht wel klopte, want hij maakte er geen gebruik van en gaf het zelfs weer terug aan Christoffel.

### Verlies van het recht van havezate
In 1667 verzocht Christoffel van Voorst aan de Staten van Overijssel om het recht van havezate op De Pol te mogen loskoppelen van het huis. Dat zou de eigenaar van het recht namelijk de vrijheid geven om dit recht te koppelen aan een andere woning. De Staten stelden eerst vast dat aan De Pol inderdaad een geldig havezaterecht was verbonden, waarna zij toestemming gaven aan Christoffel om dit recht te verleggen naar een ander huis. Hierna verkocht Christoffel het vrijgekomen havezaterecht aan Gerhard van Raesfelt, burgemeester te Zwolle.

### Erve Respers wordt De Pol
Gerhard van Raesfelt was eigenaar van het erve Respers in IJhorst. Hij wenste de door hem gekochte havezaterechten van De Pol nu te transporteren naar dit erve Respers. Hiervoor kreeg hij in 1670 toestemming van de Staten van Overijssel. Overigens nam het erve Respers niet alleen de havezaterechten over van De Pol, maar tevens diens naam: Respers zou voortaan ook als De Pol worden aangeduid.
De oorspronkelijke havezate De Pol in Olst was voortaan nog slechts een boererve binnen het goed Averbergen. Na de Tweede Wereldoorlog is het erve verdwenen.
Ahnem · Den Alerdinck · Arendshorst · Arkelstein · Averbergen · Beerze · Den Berg · Bergentheim · Blankena · Borgele · Boskamp · Boxbergen · Bredenhorst · Buckhorst · Campherbeek · Collendoorn · Den Dam · Dieze · Dingshof · Den Doorn · Hof te Dorth · Eerde · Egede · De Gelder · Gerner · Glinthuis · Gramsbergen · De Groote Scheere · De Grote Weede · De Haere · Haerst · Hagenvoorde · Heemse · Herxen · Hoenlo · Hofstede · 't Hogeholt · Hogenhof · 't Hoogehuis · Junne · Kranenburg · Krijtenberg · De Kuile · Het Laar · Langeveldslo · Leemcule · Luttenberg · Melenhorst · Mennigjeshave · Nijenhuis · Oosterveen · Den Ordel · De Pol (Olst) · De Pol (IJhorst) · Pothof · Rande · Rechteren · Het Reelaer · Rhaan · Rollecate · Rutenberg · Schoonheten · Schuilenburg · Vechterweerd · Velner · Venebrugge · Verborg · Voorst · Vrieswijk · Werkeren · Westerveld · Windesheim · Wittenstein · Wolfshagen · Zuthem